# 沃爾卡尼科山
41°19′S 71°50′W / 41.317°S 71.833°W
沃爾卡尼科山（Cerro Volcánico），是阿根廷的火山，處於特羅納多峰東南面，屬於安第斯山脈的一部分，海拔高度1,930米，山體在全新世時期所形成。